# Corona (Planetologie)

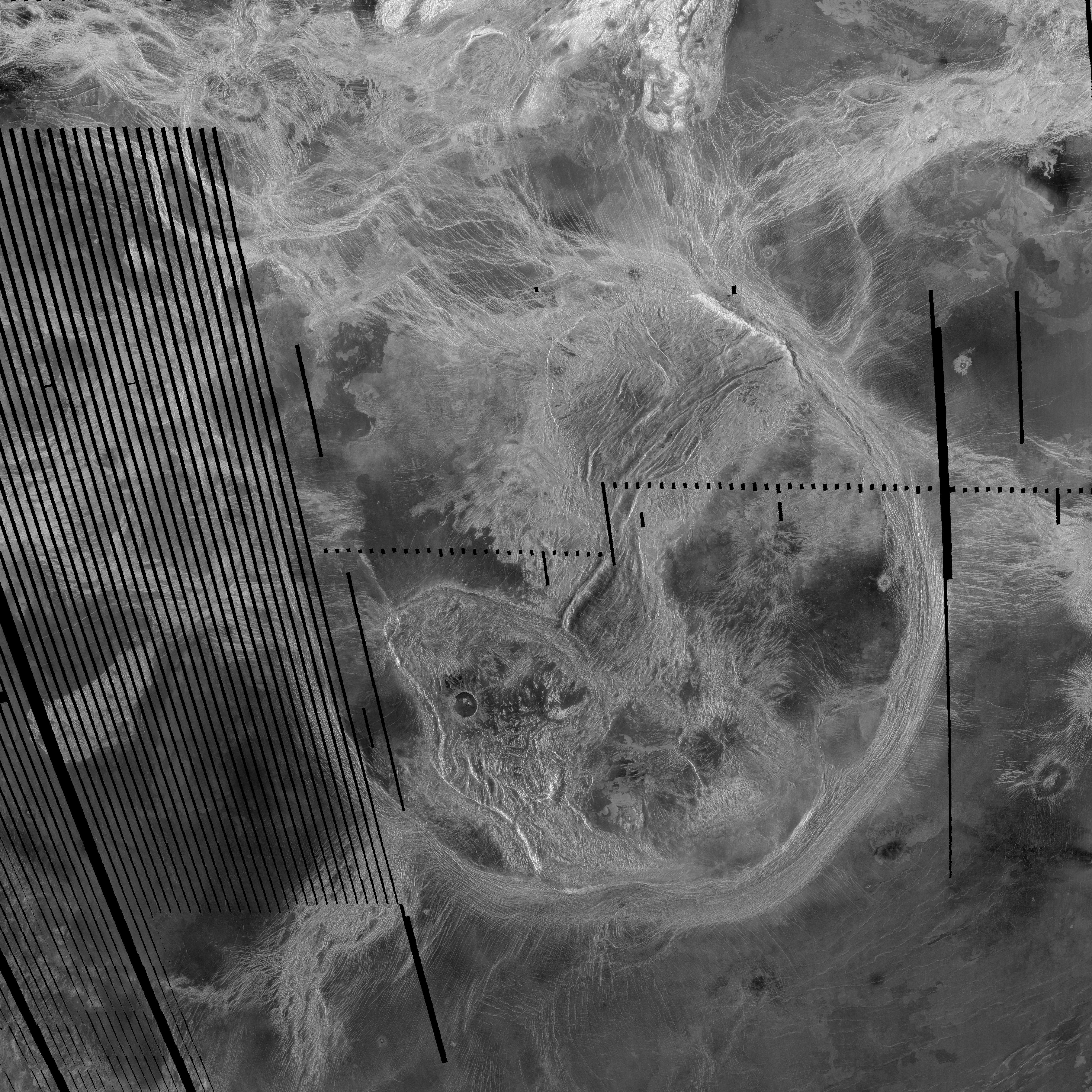
Artemis Corona, die größte Venus-Corona mit einem Durchmesser von 2600 km.

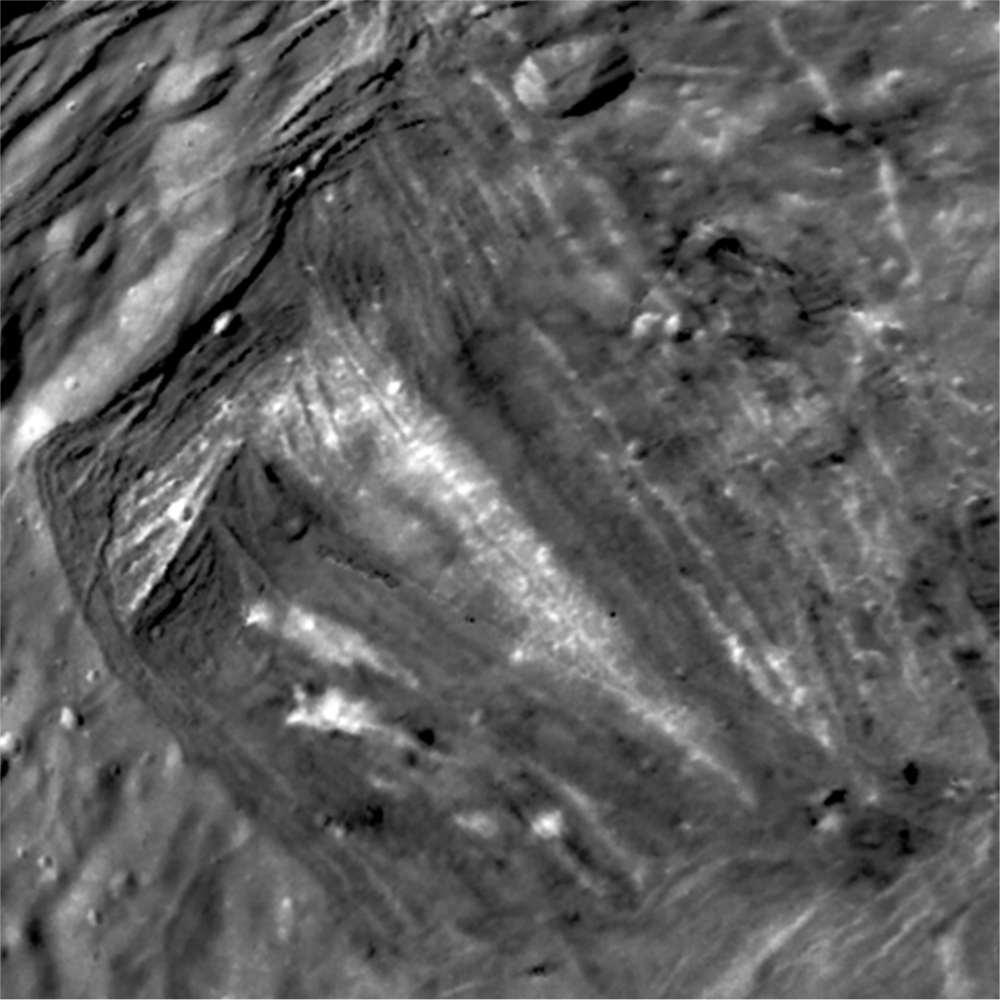
Inverness Corona auf Miranda (Durchmesser 235 km)

Als Corona (Mehrzahl Coronae von lateinisch „Kranz“, „Krone“) werden in der Planetologie kreisförmige oder ovale Oberflächenstrukturen von Himmelskörpern bezeichnet, bei denen es sich nicht um Einschlagkrater handelt.

## Venus
Erstmals identifiziert wurden Coronae 1983, als die von der Venus-Sonde Venera 16 gelieferten Daten mit besserer Auflösung zeigten, dass die zuvor für Einschlagskrater gehaltenen Strukturen anders entstanden sein mussten. 
Es handelt sich um Strukturen, deren elliptischer Rand aus einem oder mehreren Ringwällen besteht, während das komplex strukturierte Innere häufig radial verlaufende Strukturen aufweist.
Man nimmt heute an, dass die Venus-Coronae entstanden sind aus von Mantel-Plumes verursachten Aufwölbungen, die beim Abkühlen des Magmas im Zentrum einbrachen und so die inneren Strukturen erzeugten.
Vor allem auf Grundlage der von der Magellan-Sonde gelieferten Radardaten konnten auf der Venus mittlerweile über 350 weitere Coronae identifiziert werden.

## Miranda
Inzwischen wurden auch auf dem Uranusmond Miranda ovale Strukturen gefunden, die als Coronae bezeichnet werden. Man vermutet, dass es sich um Eisdiapire handelt.